# PGA Tour
De PGA Tour organiseert wedstrijden voor golfprofessionals in de Verenigde Staten. Het hoofdkantoor is in Ponte Vedra Beach in Florida.
De PGA Tour organiseert onder andere:
- de PGA Tour, wereldwijd de Tour met het hoogste niveau
- de Champions Tour voor golfprofessionals ouder dan 50 jaar
- de Nationwide Tour, vergelijkbaar met de European Challenge Tour. De top 20 aan het eind van het jaar kwalificeren zich voor deelname aan de PGA Tour van het komende seizoen; er zijn ruim 30 toernooien.

Samen met de Europese PGA Tour organiseert de PGA Tour om het jaar de Ryder Cup, een toernooi waaraan een Amerikaans en een Europees team deelnemen waarbij de deelnemers om de eer spelen, niet om prijzengeld.
De Amerikaanse PGA Tour heeft zich in 1968 afgescheiden van de PGA of America, de voornaamste organisatie voor clubprofessionals. De PGA of America organiseert onder andere de PGA Championship en de Senior PGA Kampioenschappen.
De dames professionals hebben een eigen organisatie, de LPGA Tour (Ladies PGA Tour).

## Prijzengeld en toernooizeges
| Jaar | Meeste prijzengeld            | Meeste prijzengeld            | Toernooizeges | Toernooizeges |
| Jaar | Naam                          | Bedrag ($)                    | #             | Golfer(s) |
| ---- | ----------------------------- | ----------------------------- | ------------- | --- |
| 2014 | Rory McIlroy (2/2)            | 8.280.096                     | 3             | Rory McIlroy, Jimmy Walker                                                                                       |
| 2013 | Tiger Woods (10/10)           | 8.553.439                     | 5             | Tiger Woods |
| 2012 | Rory McIlroy (1/2)            | 8.047.952                     | 4             | Rory McIlroy |
| 2011 | Luke Donald                   | 6.683.214                     | 2             | Keegan Bradley, Luke Donald, Webb Simpson, Steve Stricker, Nick Watney, Bubba Watson, Mark Wilson                |
| 2010 | Matt Kuchar                   | 4.910.477                     | 3             | Jim Furyk |
| 2009 | Tiger Woods (9/10)            | 10.508.163                    | 6             | Tiger Woods |
| 2008 | Vijay Singh (3/3)             | 6.601.094                     | 4             | Tiger Woods |
| 2007 | Tiger Woods (8/10)            | 10.867.052                    | 7             | Tiger Woods |
| 2006 | Tiger Woods (7/10)            | 9.941.563                     | 8             | Tiger Woods |
| 2005 | Tiger Woods (6/10)            | 10.628.024                    | 6             | Tiger Woods |
| 2004 | Vijay Singh (2/3)             | 10.905.166                    | 9             | Vijay Singh |
| 2003 | Vijay Singh (1/3)             | 7.573.907                     | 5             | Tiger Woods |
| 2002 | Tiger Woods (5/10)            | 6.912.625                     | 5             | Tiger Woods |
| 2001 | Tiger Woods (4/10)            | 5.687.777                     | 5             | Tiger Woods |
| 2000 | Tiger Woods (3/10)            | 9.188.321                     | 9             | Tiger Woods |
| 1999 | Tiger Woods (2/10)            | 6.616.585                     | 8             | Tiger Woods |
| 1998 | David Duval                   | 2.591.031                     | 4             | David Duval |
| 1997 | Tiger Woods (1/10)            | 2.066.833                     | 4             | Tiger Woods |
| 1996 | Tom Lehman                    | 1.780.159                     | 4             | Phil Mickelson                                                                                                   |
| 1995 | Greg Norman (3/3)             | 1.654.959                     | 3             | Lee Janzen, Greg Norman                                                                                          |
| 1994 | Nick Price (2/2)              | 1.499.927                     | 6             | Nick Price |
| 1993 | Nick Price (1/2)              | 1.478.557                     | 4             | Nick Price |
| 1992 | Fred Couples                  | 1.344.188                     | 3             | John Cook, Fred Couples, Davis Love III                                                                          |
| 1991 | Corey Pavin                   | 979.430                       | 2             | Billy Andrade, Mark Brooks, Fred Couples, Andrew Magee, Corey Pavin, Nick Price, Tom Purtzer, Ian Woosnam        |
| 1990 | Greg Norman (2/3)             | 1.165.477                     | 4             | Wayne Levi |
| 1989 | Tom Kite (2/2)                | 1.395.278                     | 3             | Tom Kite, Steve Jones                                                                                            |
| 1988 | Curtis Strange (3/3)          | 1.147.644                     | 4             | Curtis Strange                                                                                                   |
| 1987 | Curtis Strange (2/3)          | 925.941                       | 3             | Paul Azinger, Curtis Strange                                                                                     |
| 1986 | Greg Norman (1/3)             | 653.296                       | 4             | Bob Tway |
| 1985 | Curtis Strange (1/3)          | 542.321                       | 3             | Curtis Strange, Lanny Wadkins                                                                                    |
| 1984 | Tom Watson (5/5)              | 476.260                       | 3             | Tom Watson, Denis Watson                                                                                         |
| 1983 | Hal Sutton                    | 426.668                       | 2             | Seve Ballesteros, Jim Colbert, Mark McCumber, Gil Morgan, Calvin Peete, Hal Sutton, Lanny Wadkins, Fuzzy Zoeller |
| 1982 | Craig Stadler                 | 446.462                       | 4             | Craig Stadler, Tom Watson, Calvin Peete                                                                          |
| 1981 | Tom Kite (1/2)                | 375.699                       | 4             | Bill Rogers |
| 1980 | Tom Watson (4/5)              | 530.808                       | 7             | Tom Watson |
| 1979 | Tom Watson (3/5)              | 462.636                       | 5             | Tom Watson |
| 1978 | Tom Watson (2/5)              | 362.429                       | 5             | Tom Watson |
| 1977 | Tom Watson (1/5)              | 310.653                       | 5             | Tom Watson |
| 1976 | Jack Nicklaus (8/8)           | 266.439                       | 3             | Ben Crenshaw, Hubert Green                                                                                       |
| 1975 | Jack Nicklaus (7/8)           | 298.149                       | 5             | Jack Nicklaus |
| 1974 | Johnny Miller                 | 353.022                       | 8             | Johnny Miller |
| 1973 | Jack Nicklaus (6/8)           | 308.362                       | 7             | Jack Nicklaus |
| 1972 | Jack Nicklaus (5/8)           | 320.542                       | 7             | Jack Nicklaus |
| 1971 | Jack Nicklaus (4/8)           | 244.491                       | 6             | Lee Trevino |
| 1970 | Lee Trevino                   | 157.037                       | 4             | Billy Casper |
| 1969 | Frank Beard                   | 164.707                       | 3             | Billy Casper, Raymond Floyd, Dave Hill, Jack Nicklaus                                                            |
| 1968 | Billy Casper (2/2)            | 205.169                       | 6             | Billy Casper |
| 1967 | Jack Nicklaus (3/8)           | 188.998                       | 5             | Jack Nicklaus |
| 1966 | Billy Casper (1/2)            | 121.945                       | 4             | Billy Casper |
| 1965 | Jack Nicklaus (2/8)           | 140.752                       | 5             | Jack Nicklaus |
| 1964 | Jack Nicklaus (1/8)           | 113.285                       | 5             | Tony Lema |
| 1963 | Arnold Palmer (4/4)           | 128.230                       | 7             | Arnold Palmer |
| 1962 | Arnold Palmer (3/4)           | 81.448                        | 8             | Arnold Palmer |
| 1961 | Gary Player                   | 64.540                        | 6             | Arnold Palmer |
| 1960 | Arnold Palmer (2/4)           | 75.263                        | 8             | Arnold Palmer |
| 1959 | Art Wall jr.                  | 53.168                        | 5             | Gene Littler |
| 1958 | Arnold Palmer (1/4)           | 42.608                        | 4             | Ken Venturi |
| 1957 | Dick Mayer                    | 65.835                        | 4             | Arnold Palmer |
| 1956 | Ted Kroll                     | 72.836                        | 4             | Mike Souchak |
| 1955 | Julius Boros (2/2)            | 63.122                        | 6             | Cary Middlecoff                                                                                                  |
| 1954 | Bob Toski                     | 65.820                        | 4             | Bob Toski |
| 1953 | Lew Worsham                   | 34.002                        | 5             | Ben Hogan |
| 1952 | Julius Boros (1/2)            | 37.033                        | 5             | Jack Burke jr., Sam Snead                                                                                        |
| 1951 | Lloyd Mangrum                 | 26.089                        | 6             | Cary Middlecoff                                                                                                  |
| 1950 | Sam Snead (3/3)               | 35.759                        | 11            | Sam Snead |
| 1949 | Sam Snead (2/3)               | 31.594                        | 7             | Cary Middlecoff                                                                                                  |
| 1948 | Ben Hogan (5/5)               | 32.112                        | 10            | Ben Hogan |
| 1947 | Jimmy Demaret                 | 27.937                        | 7             | Ben Hogan |
| 1946 | Ben Hogan (4/5)               | 42.556                        | 13            | Ben Hogan |
| 1945 | Byron Nelson (2/2)            | 63.336                        | 18            | Byron Nelson |
| 1944 | Byron Nelson (1/2)            | 37.968                        | 8             | Byron Nelson |
| 1943 | Geen statistieken bijgehouden | Geen statistieken bijgehouden | 1             | Sam Byrd, Harold McSpaden, Steve Warga                                                                           |
| 1942 | Ben Hogan (3/5)               | 13.143                        | 6             | Ben Hogan |
| 1941 | Ben Hogan (2/5)               | 18.358                        | 7             | Sam Snead |
| 1940 | Ben Hogan (1/5)               | 10.655                        | 6             | Jimmy Demaret |
| 1939 | Henry Picard                  | 10.303                        | 8             | Henry Picard |
| 1938 | Sam Snead (1/3)               | 19.534                        | 8             | Sam Snead |
| 1937 | Harry Cooper                  | 14.139                        | 8             | Harry Cooper |
| 1936 | Horton Smith                  | 7.682                         | 3             | Ralph Guldahl, Jimmy Hines, Henry Picard                                                                         |
| 1935 | Johnny Revolta                | 9.543                         | 5             | Henry Picard, Johnny Revolta                                                                                     |
| 1934 | Paul Runyan                   | 6.767                         | 7             | Paul Runyan |
| 1933 | Niet uitgereikt               | Niet uitgereikt               | 9             | Paul Runyan |
| 1932 | Niet uitgereikt               | Niet uitgereikt               | 4             | Gene Sarazen |
| 1931 | Niet uitgereikt               | Niet uitgereikt               | 4             | Wiffy Cox |
| 1930 | Niet uitgereikt               | Niet uitgereikt               | 8             | Gene Sarazen |
| 1929 | Niet uitgereikt               | Niet uitgereikt               | 8             | Horton Smith |
| 1928 | Niet uitgereikt               | Niet uitgereikt               | 7             | Bill Mehlhorn |
| 1927 | Niet uitgereikt               | Niet uitgereikt               | 7             | Johnny Farrell                                                                                                   |
| 1926 | Niet uitgereikt               | Niet uitgereikt               | 5             | Bill Mehlhorn, Macdonald Smith                                                                                   |
| 1925 | Niet uitgereikt               | Niet uitgereikt               | 5             | Leo Diegel |
| 1924 | Niet uitgereikt               | Niet uitgereikt               | 5             | Walter Hagen |
| 1923 | Niet uitgereikt               | Niet uitgereikt               | 5             | Walter Hagen, Joe Kirkwood sr.                                                                                   |
| 1922 | Niet uitgereikt               | Niet uitgereikt               | 4             | Walter Hagen |
| 1921 | Niet uitgereikt               | Niet uitgereikt               | 4             | Jim Barnes |
| 1920 | Niet uitgereikt               | Niet uitgereikt               | 4             | Jock Hutchison                                                                                                   |
| 1919 | Niet uitgereikt               | Niet uitgereikt               | 5             | Jim Barnes |
| 1918 | Niet uitgereikt               | Niet uitgereikt               | 1             | Patrick Doyle, Walter Hagen, Jock Hutchison                                                                      |
| 1917 | Niet uitgereikt               | Niet uitgereikt               | 2             | Jim Barnes, Mike Brady                                                                                           |
| 1916 | Niet uitgereikt               | Niet uitgereikt               | 3             | Jim Barnes |

## Speler van het Jaar
De "PGA Player of the Year" wordt sinds 1948 uitgereikt door de Professional Golfers' Association of America. De PGA Tour begon pas in 1990 met de "PGA Tour Player of the Year" een eigen prijs en de winnaar wordt gekozen door een panelleden van de PGA Tour.
| Jaar | PGA Player of the Year | PGA Tour Player of the Year | PGA Tour Rookie of the Year |
| ---- | ---------------------- | --------------------------- | --------------------------- |
| 2014 | Rory McIlroy           | Rory McIlroy                | Chesson Hadley              |
| 2013 | Tiger Woods            | Tiger Woods                 | Jordan Spieth               |
| 2012 | Rory McIlroy           | Rory McIlroy                | John Huh                    |
| 2011 | Luke Donald            | Luke Donald                 | Keegan Bradley              |
| 2010 | Jim Furyk              | Jim Furyk                   | Rickie Fowler               |
| 2009 | Tiger Woods            | Tiger Woods                 | Marc Leishman               |
| 2008 | Pádraig Harrington     | Pádraig Harrington          | Andrés Romero               |
| 2007 | Tiger Woods            | Tiger Woods                 | Brandt Snedeker             |
| 2006 | Tiger Woods            | Tiger Woods                 | Trevor Immelman             |
| 2005 | Tiger Woods            | Tiger Woods                 | Sean O'Hair                 |
| 2004 | Vijay Singh            | Vijay Singh                 | Todd Hamilton               |
| 2003 | Tiger Woods            | Tiger Woods                 | Ben Curtis                  |
| 2002 | Tiger Woods            | Tiger Woods                 | Jonathan Byrf               |
| 2001 | Tiger Woods            | Tiger Woods                 | Charles Howell III          |
| 2000 | Tiger Woods            | Tiger Woods                 | Michael Clark II            |
| 1999 | Tiger Woods            | Tiger Woods                 | Carlos Franco               |
| 1998 | Mark O'Meara           | Mark O'Meara                | Steve Flesch                |
| 1997 | Tiger Woods            | Tiger Woods                 | Stewart Cink                |
| 1996 | Tom Lehman             | Tom Lehman                  | Tiger Woods                 |
| 1995 | Greg Norman            | Greg Norman                 | Woody Austin                |
| 1994 | Nick Price             | Nick Price                  | Ernie Els                   |
| 1993 | Nick Price             | Nick Price                  | Vijay Singh                 |
| 1992 | Fred Couples           | Fred Couples                | Mark Carnevale              |
| 1991 | Corey Pavin            | Fred Couples                | John Daly                   |
| 1990 | Nick Faldo             | Wayne Levi                  | Robert Gamez                |

| Jaar | PGA Player of the Year |
| ---- | ---------------------- |
| 1989 | Tom Kite               |
| 1988 | Curtis Strange         |
| 1987 | Paul Azinger           |
| 1986 | Bob Tway               |
| 1985 | Lanny Wadkins          |
| 1984 | Tom Watson             |
| 1983 | Hal Sutton             |
| 1982 | Tom Watson             |
| 1981 | Bill Rogers            |
| 1980 | Tom Watson             |
| 1979 | Tom Watson             |
| 1978 | Tom Watson             |
| 1977 | Tom Watson             |
| 1976 | Jack Nicklaus          |
| 1975 | Jack Nicklaus          |
| 1974 | Johnny Miller          |
| 1973 | Jack Nicklaus          |
| 1972 | Jack Nicklaus          |
| 1971 | Lee Trevino            |
| 1970 | Billy Casper           |
| 1969 | Orville Moody          |
| 1968 | Niet uitgereikt        |
| 1967 | Jack Nicklaus          |
| 1966 | Billy Casper           |
| 1965 | Dave Marr              |
| 1964 | Ken Venturi            |
| 1963 | Julius Boros           |
| 1962 | Arnold Palmer          |
| 1961 | Jerry Barber           |
| 1960 | Arnold Palmer          |
| 1959 | Art Wall jr.           |
| 1958 | Dow Finsterwald        |
| 1957 | Dick Mayer             |
| 1956 | Jack Burke jr.         |
| 1955 | Doug Ford              |
| 1954 | Ed Furgol              |
| 1953 | Ben Hogan              |
| 1952 | Julius Boros           |
| 1951 | Ben Hogan              |
| 1950 | Ben Hogan              |
| 1949 | Sam Snead              |
| 1948 | Ben Hogan              |